# 小鱗奇齒麗魚
小鱗奇齒麗魚（学名：Perissodus microlepis）為輻鰭魚綱鱸形目隆頭魚亞目慈鯛科的其中一種，分布於非洲坦干伊喀湖流域，為特有種，體長可達11公分，棲息在底層水域，以其他魚類魚鱗為食，生活習性不明，可做為觀賞魚。
其种加词“microlepis”意为“细鳞的”。